# Уральская армия

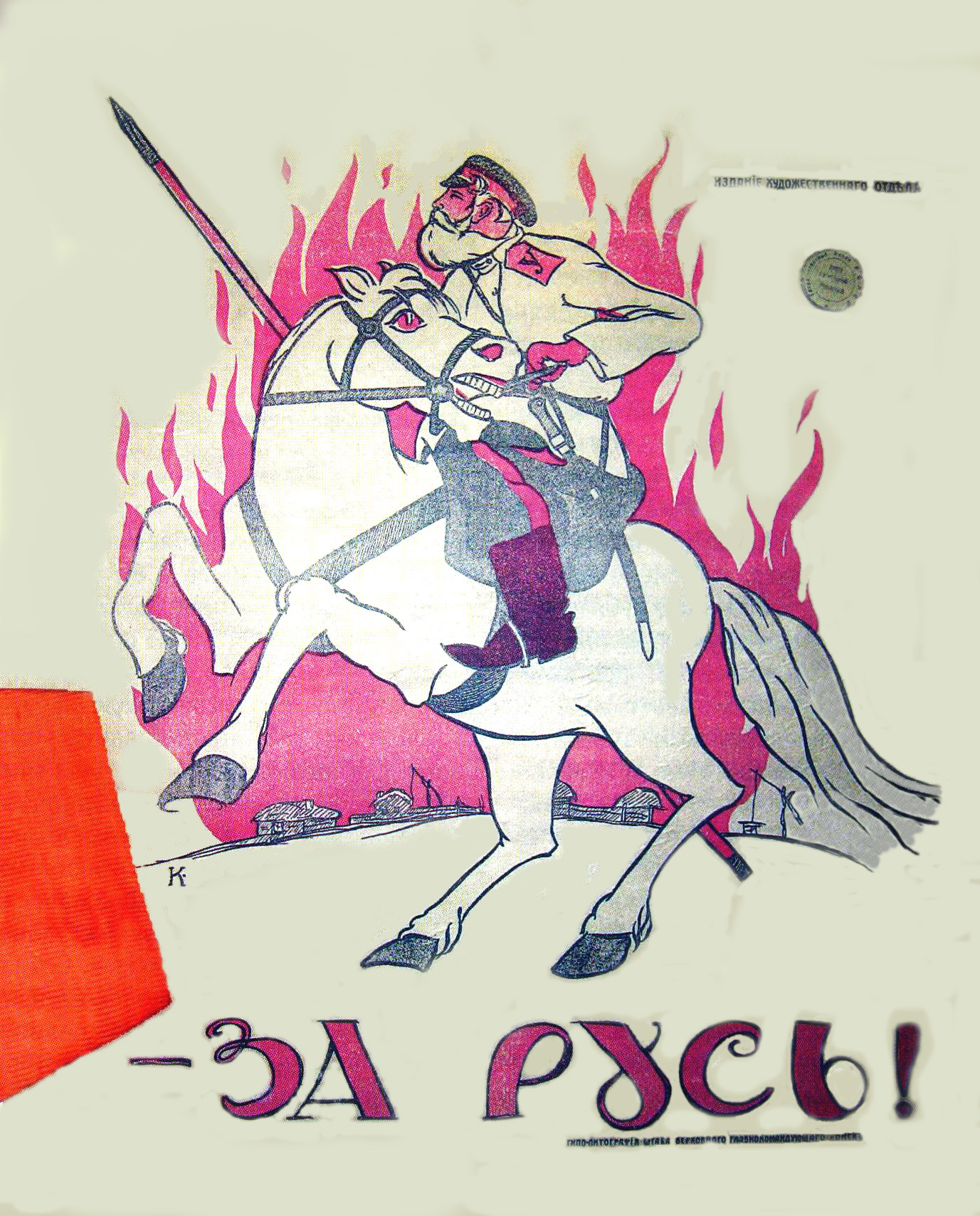
Уральский казак на плакате «За Русь». 1919

Ура́льская отде́льная а́рмия (Отдельная Уральская армия) — войсковое соединение Белой армии: а) созданное в апреле 1918 года Уральским войсковым правительством, состоявшее из частей, сформированных в основном из уральских казаков и воевавшее в пределах земель Уральской области и примыкающих к ней регионов Поволжья и Южного Урала; б) сформирована приказом Верховного правителя России № 92 от 28 декабря 1918 года из частей Уральского казачьего войска и других воинских частей, сформированных в пределах Уральской области. При этом штаб Уральской армии получил права штаба отдельной армии. Состав и численность колебались в зависимости от положения на фронтах и территории действий (15—25 тысяч штыков и сабель). Испытывала постоянный и сильный недостаток вооружения и боеприпасов. Большую часть времени была в составе войск под командованием (формальным) А. В. Колчака, в конце 1919 года — начале 1920 пыталась координировать действия с Деникиным.

## Командующие армией
- генерал-майор Мартынов, Матвей Филаретович (апрель-сентябрь 1918)
- генерал-майор Акутин, Владимир Иванович (конец сентября — 14 ноября 1918)
- генерал-лейтенант Савельев, Николай Антонович (15 ноября 1918 — 7 апреля 1919)
- генерал-майор (с 7 ноября 1919 генерал-лейтенант) Толстов, Владимир Сергеевич (8 апреля 1919 — начало 1920)

В состав Уральской армии входили: 1-й Уральский казачий корпус (1-я и 2-я Уральские казачьи дивизии), 2-й Илецкий казачий корпус, 3-й Урало-Астраханский казачий корпус.
Уральская армия оперативно подчинялась командованию:
- Сибирской армии (командующий генерал-майор Гришин-Алмазов А. Н.), 06—08.1918.
- Поволжского фронта Народной Армии (командующий генерал Чечек С.), 08—09.1918.
- Западного фронта (командующий генерал Сыровы Я.), 09—11.1918.
- Восточного фронта (верховный главнокомандующий адмирал А. В. Колчак), 12.1918—07.1919.
- Вооружённых сил Юга России (верховный главнокомандующий генерал-лейтенант А. Н. Деникин), 21.07.1919—03.1920.

## Боевой путь
Действовала вначале против красногвардейских отрядов, с июня 1918 — против 4-й и 1-й армий Восточного, с 15 августа — Туркестанского фронтов красных. В апреле 1919 года в ходе общего наступления армий Колчака прорвала фронт красных, осадила оставленный в январе 1919 года Уральск и вышла на подступы к Саратову и Самаре. Однако, ограниченность в средствах не позволила овладеть Уральском.
В начале июля 1919 года войска Туркестанского фронта перешли в контрнаступление против Уральской армии. Переброшенная из-под Уфы хорошо укомплектованная и вооружённая 25-я стрелковая дивизия под командованием В. И. Чапаева 5—11 июля нанесла поражение частям Уральской армии, прорвала блокаду Уральска и 11 июля 1919 года вошла в город. Уральская армия начала отступать по всему фронту.
21 июля 1919 года оперативное управление Уральской армией было передано адмиралом А. В. Колчаком Вооружённым Силам Юга России (ВСЮР) (главнокомандующий генерал А. И. Деникин). После перехода Уральской армии в оперативное подчинение командования ВСЮР, её состав был разделён по 3-м направлениям:
- Бузулукское, в составе 1-го Уральского казачьего корпуса (командир, полковник М. И. Изергин); с его 1-й, 2-й и 6-й казачьими и 3-й Илецкой, 1-й Уральской пехотной дивизиями и их 13-м Оренбургским, 13-м, 15-м и 18-м казачьими, 5-й Уральским пехотным, 12-м Сводным казачьим и несколькими другими отдельными, полками (всего 6000 штыков и сабель);
- Саратовское, в составе 2-го Илецкого казачьего корпуса (командир, генерал-лейтенант Акутин В. И.); и его 5-й казачьей дивизии с рядом отдельных полков (4-й, 5-й, 6-й, 7-й, 8-й, 10-й, 11-й, 16-й, 17-й Уральские казачьи, 33-й Николаевский стрелковый, Гурьевский пеший полки, всего 8300 бойцов);
- Астраханско-Гурьевское, в составе Урало-Астраханского казачьего корпуса (командир, генерал-майор Тетруев Н. Г.), партизанских отрядов полковников Карташёва и Чижинского и Отдельного 9-м Уральского казачьего полка (около 1400 бойцов).

### Лбищенский рейд
В конце июля 1919 года Уральская армия отошла к Лбищенску (который оставила 9 августа 1919), затем — далее вниз по Уралу. В конце августа-начале сентября спецотряд из казаков 1-й дивизии Т. И. Сладкова и крестьян подполковника Ф. Ф. Познякова (1192 бойца при 9 пулемётах и 2 орудиях) под общим командованием полковника Н. Н. Бородина, предпринял успешный рейд в глубокий тыл красных, к Лбищенску, где 5 сентября 1919 года уничтожил весь штаб 25-й стрелковой дивизии, который являлся одновременно и штабом всей войсковой группы Красной армии Туркестанского фронта, включая командира дивизии В. И. Чапаева, возвратив Лбищенск Уральской армии.
В результате Лбищенского боя гарнизон красных (4000 штыков и сабель) был практически полностью уничтожен — в самом Лбищенске насчитали 1500 тел убитых, остальные утонули в р. Урал или были зарублены в степи. Было взято в плен около 800 человек. Общие потери белых во время этой операции составили 118 человек — 24 убитых (в том числе Бородин Н. Н.) и 94 раненых. Трофеи, взятые в Лбищенске, оказались очень большими. Было захвачено много амуниции, продовольствия, снаряжения, радиостанция, пулемёты, кинематографические аппараты, несколько аэропланов, автомобилей и др.

В ходе рейда были достигнуты важные результаты: был уничтожен штаб всей войсковой группы Красной армии Туркестанского фронта, вследствие чего войска фронта утратили управляемость, разложились и были деморализованы. Части Туркестанского фронта поспешно отступили на позиции, которые они занимали в июле, в район Уральска, и фактически прекратили активные боевые действия. Казаки же в октябре 1919 года вновь окружили и осадили город.

### Поражение
Но после развала в октябре-ноябре 1919 года Восточного фронта Колчака Уральская армия оказалась блокированной превосходящими силами красных, лишившись тем самым всяких источников пополнения вооружением и боеприпасами. Разгром уральцев большевиками стал лишь делом времени.
2 ноября Туркестанский фронт в составе 1-й и 4-й армий (18,5 тысяч штыков, 3,5 тысяч сабель, 86 орудий и 365 пулемётов) перешёл в общее наступление против Уральской армии (5,2 тысяч штыков, 12 тысяч сабель, 65 орудий, 249 пулемётов), планируя концентрированными ударами на Лбищенск с севера и востока окружить и уничтожить главные силы уральцев. Под напором превосходящих сил красных, Уральская армия начала отступление. 20 ноября красные захватили Лбищенск, однако, окружить главные силы уральцев они не смогли. Фронт стабилизировался южнее Лбищенска. Туркестанский фронт подтянул резервы и пополнился вооружением и боеприпасами. У Уральской армии не было ни резервов, ни боеприпасов. 10 декабря 1919 года красные возобновили наступление. Сопротивление ослабленных уральский частей было сломлено, фронт рухнул. 11 декабря пала ст. Сламихинская, 18 декабря красные захватили г. Калмыков, отрезав, тем самым, пути отступления Илецкому корпусу, а 22 декабря — п. Горский, один из последних опорных пунктов уральцев перед г. Гурьевым.
Командующий армии генерал Толстов В. С. и его штаб отошли в Гурьев. Остатки Илецкого корпуса, понеся большие потери в боях при отступлении, и от косившего ряды личного состава сыпного и возвратного тифа, 4 января 1920 года были почти полностью уничтожены и пленены красными войсками у населённого пункта Малый Байбуз. При этом Киргизский полк этого корпуса практически в полном составе перешёл на сторону алашордынцев, на тот момент выступавшими в качестве союзников большевиков, предварительно «вырезав» штабы Илецкого корпуса, 4-й и 5-й Илецких дивизий, и «сдал» в плен красным командира корпуса генерал-лейтенанта Акутина В. И., который был расстрелян войсками 25-й («Чапаевской») дивизии (по другим источникам арестован и вывезен в Москву, где был позже расстрелян). 6-я Илецкая дивизия, отступая к Волге через степь Букеевской Орды, практически полностью погибла от болезней, голода и главным образом, от огня преследовавших её красных частей.

## Исход
5 января 1920 года пал г. Гурьев. Часть личного состава Уральской армии и гражданских лиц были пленены, часть казаков перешла на сторону красных. Остатки частей Уральской армии, во главе с командующим армией, генералом В. С. Толстовым, с обозами и гражданским населением (семьи и беженцы), общей численностью примерно 15 000 человек, решили уходить на юг, полагая соединиться с Туркестанской армией генерала Казановича Б. И. (войска ВСЮР генерала Деникина).
Переход проходил в тяжелейших условиях суровой зимы, в январе-марте 1920 года, при отсутствии достаточного количества питьевой воды, катастрофической нехватки продовольствия и медикаментов. Переход осуществлялся вдоль восточного побережья Каспия в Форт-Александровский. После прихода в форт, предполагалось гражданских лиц, раненых и больных, эвакуировать на судах Каспийской флотилии ВСЮР на другой берег моря в Порт-Петровск. К моменту прихода в Форт-Александровский, от армии осталось менее 3 тысяч казаков, большая часть которых были больна (преимущественно разные формы тифа), или обморожена. Военный смысл похода был утерян, так как к этому времени войска Деникина на Кавказе отступали и порт Петровск был оставлен в эти дни (последние числа марта 1920 года).

4 апреля 1920 года из порта Петровска, ставшего основной базой красной Волжско-Каспийской флотилии, к форту подошли эсминец «Карл Либкнехт» (до февраля 1919 года имел название «Финн») и катер-истребитель «Зоркий». Командовал отрядом командующий флотилией Ф. Ф. Раскольников Позже он напишет в донесении:
«Карл Либкнехт» под моим флагом вышел из Петровска и в 17 часов подошел к форту Александровскому, где вступил в бой с двумя крейсерами противника «Милютин» и «Опыт»...
<...>
Успешный исход боя ...решил судьбу форта Александровского, и он на рассвете 5 апреля занят нашими моряками. Взяты в плен генерал Толстов и генерал Бородин, 77 офицеров и 1088 казаков. Ликвидированы последние остатки Уральской армии, отступившие из Гурьева в форт Александровский и приготовленные для эвакуации в Энзели. Захвачены большие трофеи, в том числе 24 ящика серебра и около 100 млн разных денежных знаков, винтовки, пулеметы .... Генералы Толстов и Бородин, а также все ценности высылаются мною в Москву.
Отряд в 214 человек (несколько генералов, офицеры, казаки, гражданские лица (члены семей), во главе с атаманом В. С. Толстовым ушли 4 апреля 1920 года в Персию, а Уральская армия прекратила своё существование.
Поход из форта Александровского в Персию был подробно описан в книге В. С. Толстова «От красных лап в неизвестную даль» (Поход уральцев), впервые изданную в 1921 году в г. Константинополе, в настоящее время книга переиздана в 2007 году в г. Уральске, в серии «Уральская библиотека» издательством «Оптима».